# Bất đẳng thức Golden–Thompson
Trong toán học, bất đẳng thức Golden–Thompson, chứng minh độc lập bởi Golden (1965) và Thompson (1965), khẳng định rằng với mọi ma trận Hermit A và B,
{\displaystyle \operatorname {tr} \,e^{A+B}\leq \operatorname {tr} \left(e^{A}e^{B}\right)}
trong đó tr là vết của ma trận, và eA là lũy thừa ma trận.